# یواس‌آرسی تنچ کوکس (۱۸۷۶)
یواس‌آرسی تنچ کوکس (۱۸۷۶) (به انگلیسی: USRC Tench Coxe (1876)) یک کشتی بود. این کشتی در سال ۱۸۷۶ ساخته شد.